# Kuniów
Kuniów (deutsch Kuhnau) ist ein Ort der Gmina Kluczbork in der Woiwodschaft Opole in Polen.

## Geographie
Kuniów liegt im nordwestlichen Teil Oberschlesiens im Kreuzburger Land. Kuniów liegt rund drei Kilometer südlich vom Gemeindesitz Kluczbork und etwa 43 Kilometer nordöstlich der Woiwodschaftshauptstadt Oppeln.
Durch den Ort verläuft die Landesstraße Droga krajowa 45. Westlich des Dorfes beginnt die Umgehungsstraße für Kluczbork. Ebenfalls westlich verläuft die Bahnstrecke Kędzierzyn-Koźle–Kluczbork.
Nachbarorte von Kuniów sind im Norden der Gemeindesitz Kluczbork (Kreuzburg O.S.), im Osten Kotschanowitz (poln. Chocianowice), im Süden Jaschine (Jasienie) und im Südwesten Bażany (dt. Basan).

## Geschichte

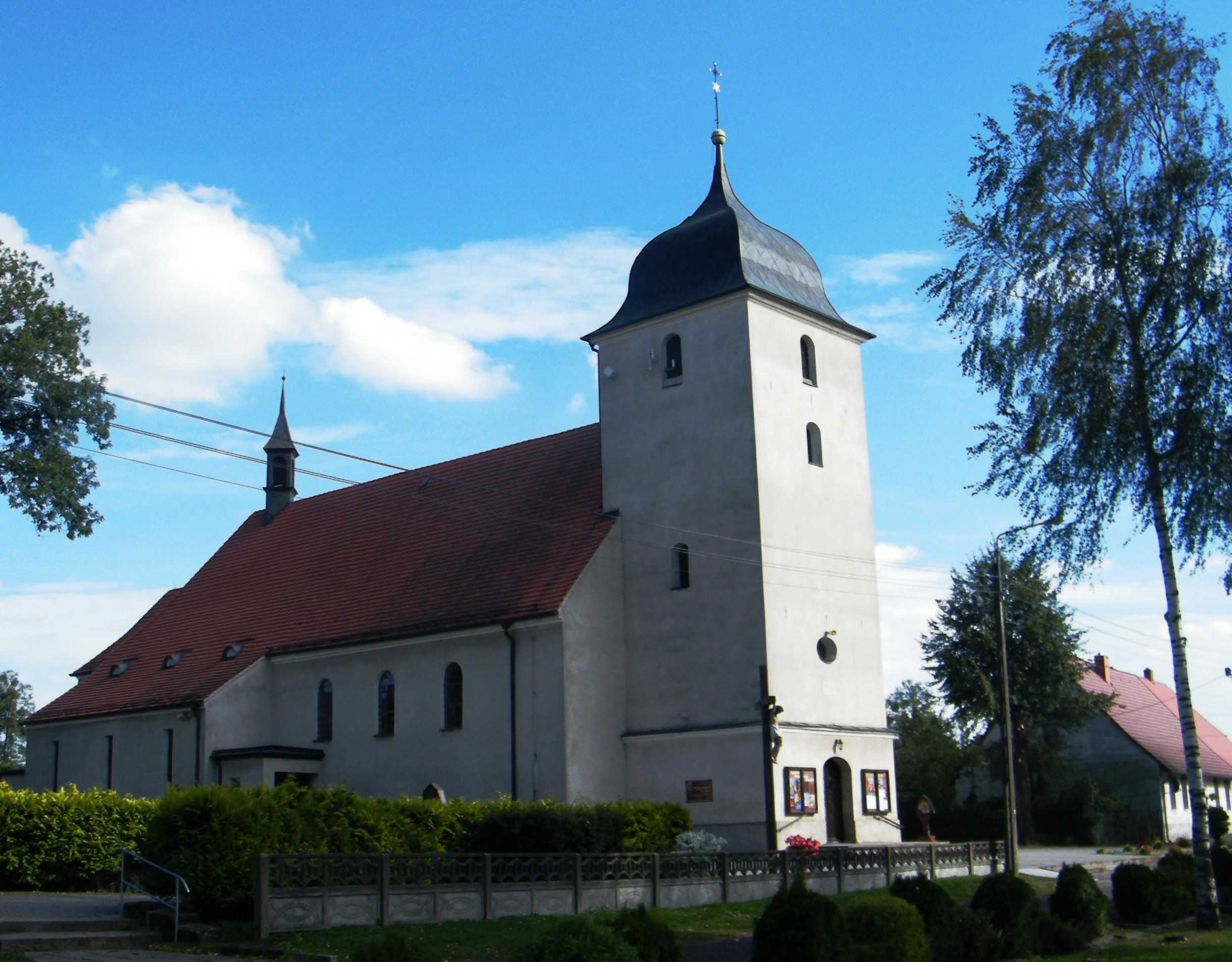
Johannes-der-Täufer-Kirche

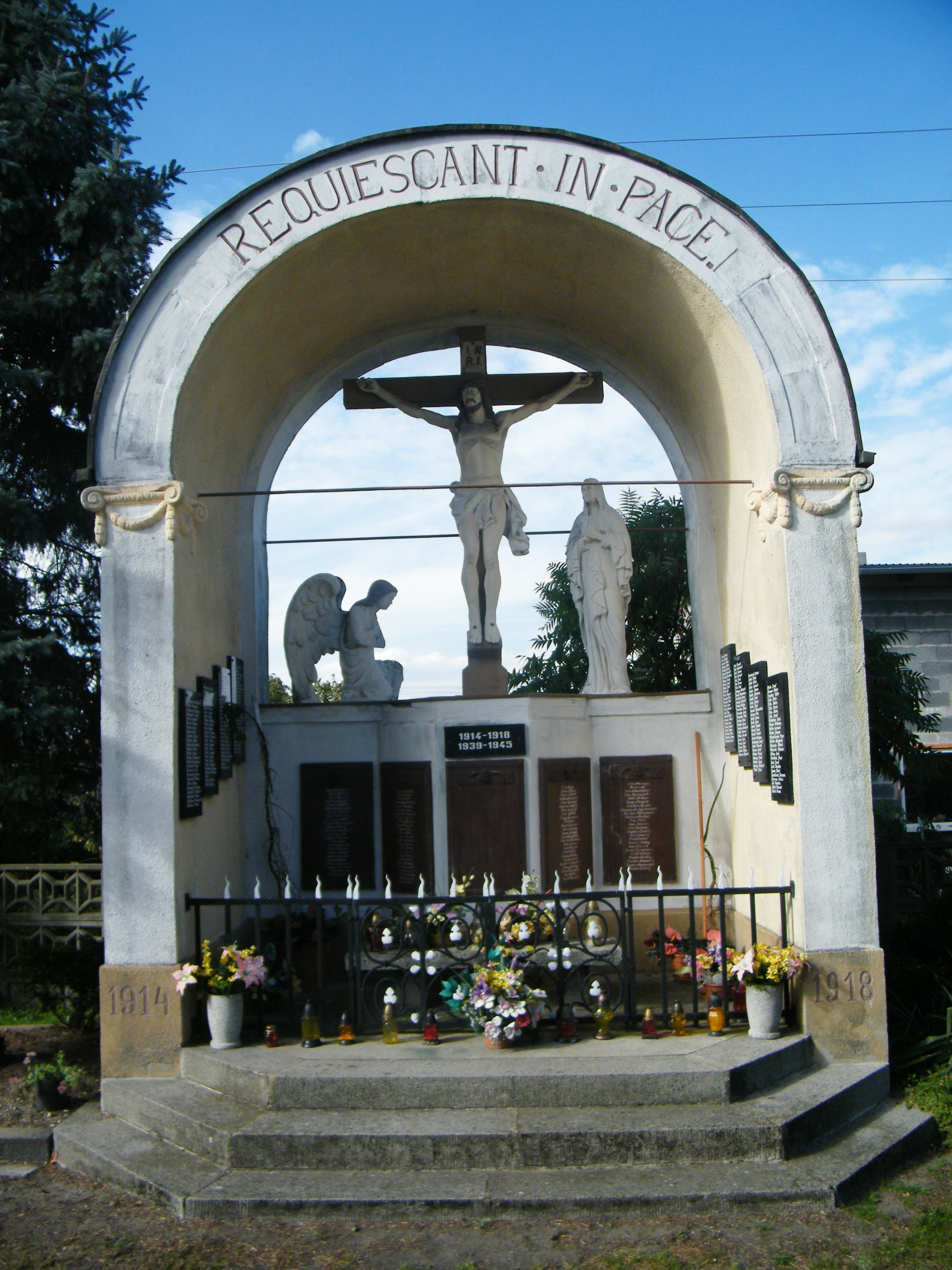
Gefallenendenkmal

Das Dorf Kuhnau wird erstmals in einer Urkunde vom 5. Februar 1253 als Honowo in einer Auflistung der Güter der Kreuzherren in Breslau aufgeführt.
Im Jahr 1799 begannen die Bauarbeiten für die Dorfkirche, welche 1801 vollendet wurden. In Folge der Säkularisation verloren die Kreuzherren den Besitz Kuhnau. 1861 lebten in Kuhnau 829 Menschen. 1874 wird der Amtsbezirk Kuhnau gegründet.
1924 wurde in Kuhnau eine Kleinsiedlung angelegt. 1933 lebten in Kuhnau 1304 Menschen. 1936 wird das Jugendheim im Dorf eingeweiht. 1939 leben 1256 Menschen in Kuhnau. Bis 1945 gehörte das Dorf zum Landkreis Kreuzburg O.S.
Als Folge des Zweiten Weltkriegs fiel Kuhnau 1945 wie der größte Teil Schlesiens unter polnische Verwaltung. Nachfolgend wurde der Ort in Kuniów umbenannt und der Woiwodschaft Schlesien angeschlossen. 1950 wurde es der Woiwodschaft Oppeln eingegliedert. 1999 kam der Ort zum neu gegründeten Powiat Kluczborski (Kreis Kreuzburg).

## Sehenswürdigkeiten
- Die römisch-katholische Johannes-der-Täufer-Kirche (poln. Kościół Narodzenia św. Jana Chrzciciela) wurde zwischen 1799 und 1801 erbaut. Zuvor wurde bereits im Jahr 1301 an gleicher Stelle eine Pfarrkirche erwähnt. Diese hölzerne Kirche hatte eine Abmessung von 15 × 7,5 Meter und besaß einen hölzernen Glockenturm. 1799 wurde die Holzkirche abgerissen. 1818 wurde an die steinerne Kirche ein Chor angebaut. 1932 wurde das Gotteshaus erweitert. Zwischen 1993 und 1995 wurde die Kirche saniert, wobei auch die Orgel grundlegend erneuert wurde.[5]
- Gefallenendenkmal der beiden Weltkriege
- Friedhofskapelle
- Barocke Wegekapelle gegenüber der Kirche – 1907 erbaut[6]

## Söhne und Töchter des Ortes
- Carl August Haupt (1810–1891), Organist, Musikpädagoge und Komponist